# Récepteur nicotinique
 (février 2024).
Si vous disposez d'ouvrages ou d'articles de référence ou si vous connaissez des sites web de qualité traitant du thème abordé ici, merci de compléter l'article en donnant les références utiles à sa vérifiabilité et en les liant à la section « Notes et références ».

Acetylcholine, neurotransmetteur qui peut intéragir avec un nAChR.

Nicotine, molécule présente dans le tabac et qui peut intéragir avec un nAChR à la place de l'acétylcholine.

Un récepteur nicotinique de l’acétylcholine (abrégé en nAChR, de l'anglais Nicotinic acetylcholine receptor) est un récepteur ionotrope perméable aux ions sodium ainsi qu'aux ions potassium (canal cationique non spécifique), sensible à l'acétylcholine. Il tient son nom de l'un de ses agonistes, la nicotine, par opposition aux récepteurs muscariniques (récepteurs métabotropes). Il fait partie de la super-famille des récepteurs-canaux nicotinoïdes.

## Localisation
Les récepteurs nicotiniques de l'acétylcholine (nAChRs), en plus de leur rôle primordial dans la transmission neuromusculaire et motrice autonome, sont impliqués dans diverses fonctions au niveau du système nerveux central, en particulier dans le contrôle des mouvements volontaires, la mémoire et l'attention, le sommeil et la veille, la douleur et l'anxiété.
Il est principalement présent dans le système nerveux autonome. En effet, dans ce système, composé des systèmes parasympathique et orthosympathique régulant les fonctions basales de l'organisme (la vie végétative), l'acétylcholine (ACh) est un neurotransmetteur privilégié de certaines synapses.
Le récepteur nicotinique de l'acétylcholine est également préférentiellement situé sur la plaque motrice, dans le cadre de la transmission des influx nerveux moteurs.
L'acétylcholine peut également se fixer sur des récepteurs muscariniques, notamment au niveau du cœur. Elle y joue un rôle d'inhibiteur afin de ralentir le rythme cardiaque par modifications au niveau du nœud sinusal. En effet, sa fixation active une protéine GK qui activera à son tour une protéine canal potassique.
L'augmentation de la concentration des ions potassium entraine une hyperpolarisation permettant l'inhibition et le ralentissement de la fréquence cardiaque.

## Structure

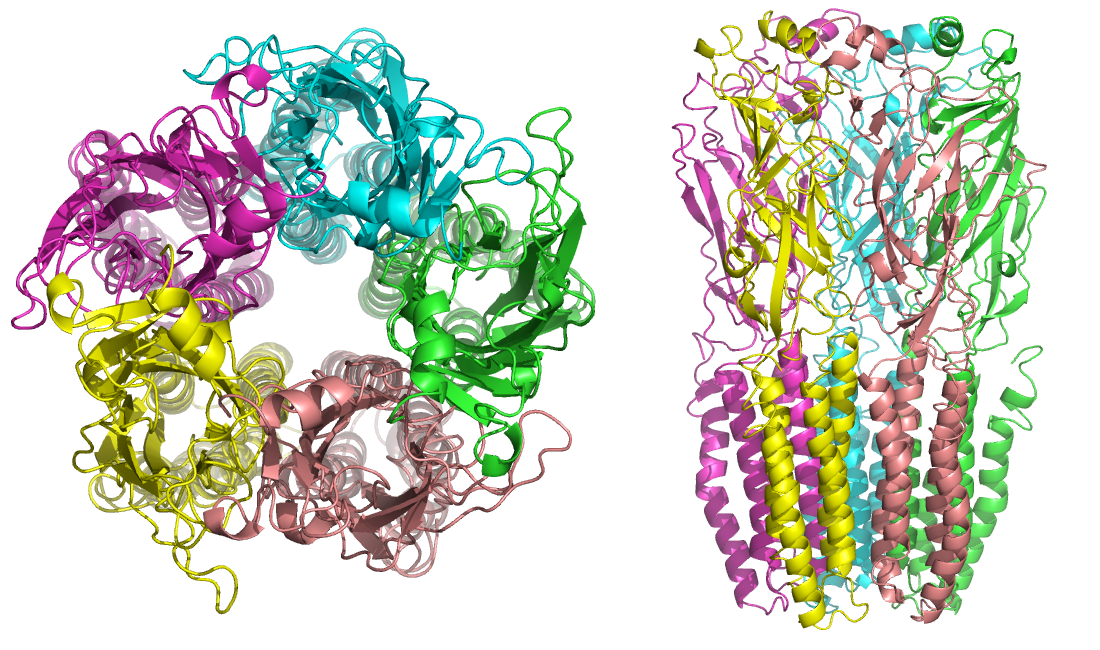
nAChR

Liaisons entre l'acétylcholine et le récepteur.

Les récepteurs nicotiniques de l'acétylcholine sont des homo- ou hétéro-pentamères transmembranaires de poids moléculaire 350 kiloDaltons.
Ils sont constitués de 5 sous-unités (α2βγδpour le récepteur musculaire). Chaque sous-unité est composée principalement de deux domaines: extracellulaire et membranaire. Le domaine extracellulaire forme le site de fixation des ligands à l'interface entre deux sous-unités (dont une sous-unité α). Le domaine membranaire forme un tunnel, ou canal, permettant le passage à travers la membrane des ions sodium, potassium ou calcium. Ce sont donc des canaux cationiques relativement peu sélectifs. 
Les nAChRs contiennent tous les éléments nécessaires à la conversion d'un signal chimique (libération d’ACh dans la synapse) en message électrique (de dépolarisation de la membrane cellulaire) : les sites de reconnaissance de l'ACh et un canal cationique qui sont couplés l'un à l'autre.

## Activation
L'analyse électrophysiologique des nAChRs montre que l'application rapide d’acétylcholine (ACh) provoque l'ouverture transitoire du canal, alors que l'application prolongée d'ACh conduit à une importante diminution de la réponse ou « désensibilisation ». Les phénomènes d'activation et de désensibilisation sont classiquement interprétés dans le cadre d'un modèle dans lequel la protéine est spontanément en équilibre entre un état basal, activable par l'ACh, un état actif où le canal est ouvert et un ou plusieurs états désensibilisés réfractaires à l'activation. Les ligands stabilisent l'état pour lequel ils ont une plus haute affinité : les agonistes, comme la nicotine, stabilisent l’état actif alors que les antagonistes, notamment les toxines, stabilisent l’état de repos.
D'un point de vue structural la fixation d'agoniste entraîne un changement de conformation de ce complexe protéique, qui augmente la taille du canal permettant l'entrée d'ions chargés positivement. Cette entrée de cations entraînera une dépolarisation, donc une excitation de la cellule conduisant ainsi à une contraction musculaire ou à une dépolarisation propagée aboutissant à la libération d'un neurotransmetteur.
Un nouveau fumeur qui allume sa première cigarette va provoquer la « rencontre » entre la nicotine et les  récepteurs d’acétylcholine , entraînant ainsi l'ouverture de la voie et créer un passage vers les cellules de régulation du système de récompense. 
Le circuit étant ouvert, la nicotine va interagir et engendrer une dépendance par le biais d'une sensation de bien-être (anxiolytique), de stimulation de l'attention (concentration) et de stimulation d'ocytocine (bonne humeur).

## Pharmacologie
L'agoniste endogène est l'acétylcholine mais la nicotine est également un agoniste important: il donne son nom au récepteur et sa fixation est responsable de la dépendance au tabac. Le curare bloque l'activité de ces récepteurs ce qui peut entraîner une paralysie. Certains curares sont ainsi utilisés pour permettre la chirurgie. Ils sont également la cible de venins de serpent (α-bungarotoxine).
Des chercheurs du Centre médical de l'université de Georgetown aux États-Unis ont montré que le menthol, présent dans les cigarettes mentholées, désensibilise les récepteurs nicotiniques, permettant aux fumeurs de ne pas être irrités par la fumée et donc d'inhaler plus en profondeur.